# Бер Карл Максимович
Карл Макси́мович Бер (17 лютого 1792, Піня — 16 листопада 1876, Дерпт) — ембріолог, антрополог та географ.

## Біографія
Народився у Піні Ієрвинської округи (тепер Естонія) в дворянській сім'ї.
Закінчив медичний факультет Дерптського університету (1814), після чого працював зоологом у Кенігсбергу.
1828 — Був обраний академіком Російської академії наук і 1834 переїхав до Петербурга.
1841–1852 — професор Медико-хірургічної академії.
1827 — відкрив яйцеклітину птахів і ссавців.
Про зустріч з академіком Бером, згадує у своїх мемуарах його сучасник — Фадєєв Андрій Михайлович (Батько генерал-майора Ростисла́в Андрі́йович Фадє́єв, письменниці Олени Ган, дідусь Вітте Сергій Юлійович).
1855, Тифліс (Тбілісі).
“…18-го листопада ми отримали звістку про здачу Карса (Облога Карса), а 7-го грудня повернувся у Тифліс і Муравйов (Муравйов-Карський Микола Миколайович )
...Саме у цей час ми познайомилися з однією досить цікавою людиною, всесвітньовідомим вченим — академіком Бером, який приїжджав з Петербурга на доволі малий час задля наукових досліджень.
Найголовніше з яких полягало у тому, щоби знайти засіб штучного розведення риб різних порід у гірських річках краю…
Виїжджаючи до Петербурга, Бер зайшов до Намісника (генерал Муравйов) відкланятися і попрощатися з ним.
У них почалася розмова, яка завершилася досить кумедно. Бер почав пояснювати результати своїх дослідів розведення та розмноження риб у водах Закавказзя.
Микола Миколайович, вислухавши його, зауважив: "Нам тепер треба розмножувати не риб, а солдатів".
Поважний академік трішки здивувався, але поспішив заявити на своє виправдання — «на жаль, у мої похилі роки, я аж ніяк не можу надати державі послугу такого роду».“

## Науковий доробок

### Ембріологія
У галузі ембріологічних досліджень Бер показав, що зародковий розвиток організму являє собою не ріст готових елементів (як це здавалося прихильникам преформізму), а послідовне виникнення частин зародка з простішої маси заплідненого яйця. Бер помітив, що на ранніх стадіях зародки різноманітних тварин дуже схожі, що свідчить про їх філогенетичну спорідненість (закон зародкової подібності). Наслідки ембріологічних досліджень Бер ставлять його в ряд попередників Ч.Дарвіна — т. з. трансформістів. Бер розробив вчення про зародкові листки та їхні похідні, простежив розвиток багатьох органів, відкрив яйцеву клітину ссавців. Бер досліджував також тваринний світ Нової Землі, вивчав острови Фінської затоки, Лапландію, риболовні промисли Чудського озера, Балтики, дельти Волги, Каспійського й Азовського морів.

### Фізична географія
Бер цікавився проблемами фізичної географії (див. Бера закон), на його честь названі описані ним особливі форми рельєфу Прикаспійської низовини — бугри Бера.

### Антропологія
В антропології Бер виявив себе як противник домислів про нерівноцінність людських рас. Під час експедиції для дослідження Каспійського моря (1853–1856) Бер відвідував Новопетровський форт, де познайомився з Т. Г. Шевченком; сприяв визволенню його з заслання.

## Твори
- История развития животных, т. 1. М., 1950. (рос.)